# Cyrtopodium hatschbachii
Cyrtopodium hatschbachii Pabst 1978 es una especie litófita de la familia de las orquidáceas.

## Descripción
Es una orquídea de tamaño  grande, que prefiere el clima fresco a caliente, es mayormente  de hábito terrestre o litófita,  con pseudobulbos ligeramente ovoide a casi fusiforme con hojas que florecen  sobre una inflorescencia basal, en racimos de 8 a 15 flores de 3.5 cm de longitud que florecen  sucesivamente. La floración se produce en los fines de invierno y principios de la primavera.

## Distribución y hábitat
Encontrado en el Estado de Goiás, Brasil, así como el norte de Argentina en las áreas pantanosas en alturas de alrededor de 400 metros.

## Nombres comunes
- Castellano: Cyrtopodium de Hatschbach (Coleccionista brasileño de orquídeas de los comienzos de 1900)
- Inglés:Hatschbach's Cyrtopodium

## Sinonimia
- Cyrtopodium bradei Schltr. ex Hoehne (1942)[1]